# Tobias Stechert
Tobias Stechert (* 28. Juli 1985 in Fischen im Allgäu) ist ein ehemaliger deutscher Skirennläufer. Er gehörte dem B-Kader des Deutschen Skiverbandes an und war auf die schnellen Disziplinen Abfahrt und Super-G spezialisiert. Seine Schwester Gina war ebenfalls Skirennläuferin.

## Biografie
Stechert bestritt seine ersten FIS-Rennen im Dezember 2000, der erste Sieg folgte im Januar 2005 in einer Abfahrt in Wildschönau. In den Jahren 2003 und 2005 nahm er an den Juniorenweltmeisterschaften teil. Sein bestes Resultat war der 28. Platz in der Abfahrt 2005 in Bardonecchia.
Die ersten Europacuprennen fuhr Stechert im März 2003, regelmäßig am Start war er ab Januar 2006. Zunächst hatte er mit vielen Ausfällen zu kämpfen, und so holte er erst am 17. Januar 2008 als 23. in der Abfahrt von Crans-Montana seine ersten Punkte. In der Saison 2008/09 gelang ihm in der Abfahrt der Anschluss an die Spitze. Im Januar erreichte er in Wengen den zweiten und dritten Platz und am Saisonende fuhr er in Crans-Montana wiederum auf Platz drei, womit er Dritter in der Abfahrtswertung wurde.
Sein Debüt im Weltcup gab Stechert am 20. Januar 2007 in der Abfahrt von Val-d’Isère. Während der nächsten zwei Jahre kam er nur zu wenigen weiteren Einsätzen und erreichte noch nicht die Punkteränge. Im ersten Super-G der Saison 2009/10 am 29. November in Lake Louise erzielte Stechert den 21. Platz und gewann seine ersten Weltcuppunkte. Am 16. Dezember 2009 war die Saison für Stechert jedoch zu Ende. Im Abfahrtstraining auf der Saslong in Gröden erlitt der Deutsche einen Kreuzbandriss im linken Knie, weshalb er im Rest des Winters keine Rennen mehr bestreiten konnte. Am 28. November 2010 gab er sein Comeback im Weltcup beim Super-G in Lake Louise. Bei den Weltmeisterschaften 2011 in Garmisch-Partenkirchen belegte er nach einem Ausfall im Super-G den 31. Platz in der Abfahrt.
Am 24. November 2012 erzielte Stechert mit Platz fünf in der Abfahrt in Lake Louise sein bestes Weltcupergebnis. Sechs Tage später zog er sich bei der Abfahrt in Beaver Creek eine schwere Knieverletzung zu. Er erlitt eine Prellung des Fibulaköpfchens sowie eine Knorpelverletzung im linken Knie und musste nach einer Operation mehrere Wochen pausieren. Am 18. Januar 2015 fuhr er in der Lauberhornabfahrt von Wengen auf den siebten Platz. Jedoch verletzte sich Stechert wenige Tage später erneut am Knie, weshalb er für den Rest der Saison 2014/15 ausfiel. Anfang Juli 2017 beendete er wegen anhaltenden Verletzungsproblemen seine Karriere.

## Erfolge

### Weltmeisterschaften
- Garmisch-Partenkirchen 2011: 31. Abfahrt
- Schladming 2013: 24. Super-G

### Juniorenweltmeisterschaften
- Briançonnais 2003: 40. Abfahrt
- Bardonecchia 2005: 28. Abfahrt

### Weltcup
- 2 Platzierungen unter den besten zehn

### Weltcupwertungen
| Saison  | Gesamt | Gesamt | Abfahrt | Abfahrt | Super-G | Super-G |
| Saison  | Platz  | Punkte | Platz   | Punkte  | Platz   | Punkte  |
| ------- | ------ | ------ | ------- | ------- | ------- | ------- |
| 2009/10 | 129.   | 10     | -       | -       | 46.     | 10      |
| 2010/11 | 126.   | 18     | 43.     | 18      | -       | -       |
| 2011/12 | 97.    | 45     | 39.     | 27      | 43.     | 18      |
| 2012/13 | 87.    | 46     | 34.     | 45      | 52.     | 1       |
| 2013/14 | 102.   | 27     | 38.     | 26      | 54.     | 1       |
| 2014/15 | 87.    | 57     | 32.     | 57      | -       | -       |

### Europacup
- Saison 2008/09: 3. Abfahrtswertung
- 3 Podestplätze

### Weitere Erfolge
- 2 Siege im South American Cup
- 1 Sieg in einem FIS-Rennen